# Rainbow Bridge (Tokio)
Die Rainbow Bridge (jap. レインボーブリッジ, Reinbō Burijji) ist eine Hängebrücke über den Hafen von Tokio. Sie befindet sich im nördlichen Teil der Bucht von Tokio und verbindet den Shibaura-Kai mit Odaiba im Stadtbezirk Minato.
Die Brücke wurde 1993 fertiggestellt und hat eine Gesamtlänge von 798 m bzw. eine Länge von 570 m zwischen den beiden Pfeilern. Der Verkehr wird auf zwei Ebenen befördert. Tagsüber ist es auch möglich, die Brücke zu Fuß zu überqueren. Auf der oberen Ebene führt eine Schnellstraße über die Brücke, auf der unteren Ebene befinden sich die vollautomatische Yurikamome-Bahnlinie, eine normale Straße sowie der Fußweg.
Die Stützpfeiler der Brücke sind weiß, um von Odaiba aus gesehen mit der Skyline Zentral-Tokios zu harmonieren. Nachts wird die Brücke mittels roter, weißer und grüner Lampen, die tagsüber Energie aus Solarzellen gesammelt haben, beleuchtet.
Für die Brücke wird keine zusätzliche Mautgebühr erhoben.